# Eduard Heinrich von Treitschke
Eduard Heinrich Treitschke, seit 1821 von Treitschke (* 2. Januar 1796 in Dresden; † 10. März 1867 ebenda) war ein sächsischer Generalleutnant.

## Leben

### Herkunft
Er war der jüngste Sohn der Eltern Karl Friedrich Treitschke, Hof- und Justizrat in Dresden, und seiner Frau Friederike Elenore Charlotte, geborene Lindemann (1761–1802), Tochter von Karl Ferdinand Lindemann (1714–1782), Vizepräsident des Kammerkollegiums in Dresden und Mitglied der Restaurationskommission.
Treitschkes ältester Sohn war der Historiker Heinrich von Treitschke (1834–1896).

### Militärkarriere
Treitschke besuchte die Kreuzschule in Dresden und erhielt dort eine humanistische Ausbildung. Seine Jugendzeit wurde durch die napoleonische Herrschaft in Deutschland zunehmend beeinflusst. Nach dem Abitur und auch nur wenige Tage nach der Völkerschlacht bei Leipzig 1813 ging sein Wunsch, Soldat zu werden, in Erfüllung. Er trat im Jahr 1813 als Fahnenjunker in das 1. Infanterieregiment „Le Coq“ der Sächsischen Armee ein. Ein Jahr später beteiligte er sich an den Freiheitskriegen gegen Napoleon in Bülows niederländischem Winterfeldzug und nahm im Blockadekorps vor Antwerpen und anschließend in Maubeuge teil. Am entscheidenden Waffengang gegen Napoleon bei Belle-Alliance (Waterloo) war der jungen Offizier jedoch nicht beteiligt: Generalfeldmarschall Blücher bestrafte einen Teil der sächsischen Armee, zu dem Treitschke jedoch nicht gehörte, wegen Disziplinlosigkeit, und schickte das gesamte sächsische Heereskontingent nach Hause. Treitschke war bis zum Ende des Krieges im Elsass stationiert und kehrte darauf nach Sachsen zurück.
Ab Juli 1821 waren Eduard Heinrich und sein Bruder Franz Adolph (1793–1848) als Reisebegleiter und Erzieher bei der Nachkommenschaft des zum Hochadel gehörenden Grafen Schönburg tätig. Hierzu wurden sie beide in den erblichen sächsischen Adelsstand erhoben (Entschließung des Königs vom 25. Juli 1821, Diplom vom 12. September 1821). Eduard Heinrich von Treitschke beförderte seine militärische Karriere durch Kontakte zum sächsischen Königshaus. Im Jahre 1847 wurde er als Major zum königlich-sächsischen Flügeladjutanten ernannt und war somit ständig in der unmittelbaren Nähe des Königs.
Treitschke führte 1848 als Oberst und Kommandant das 1. Infanterieregiment „Prinz Albert“. Sein Kommando war nur von kurzer Zeit, denn bereits 1849 übernahm er auf Bitten des Königs Friedrich August II. wesentliche Aufgaben für das sächsische Heer. Dies waren zum einen die strategische Ausrichtung des Heeres als Bundeskontingent von 6000 Mann zur Operationsarmee nach Schleswig-Holstein unter Führung des preußischen Feldmarschalls Friedrich Graf von Wrangel. Zum anderen war Eduard Heinrich von Treitschke 1849 Chef des Generalstabes des königlich sächsischen Generalleutnants Herzog Ernst II. von Sachsen-Gotha, des Kommandeurs der Reservebrigade im Feldzug in Schleswig-Holstein (1848/51). Dort hatte Treitschke 1848 durch eine situationsbedingte Befehlsgewalt einen wesentlichen Anteil an der Ausschaltung und Gefangennahme der dänischen Flotte im Gefecht bei Eckernförde. Dafür wurde er am 4. Juli 1849 mit dem Ritterkreuz des Militär-St.-Heinrichs-Ordens ausgezeichnet.

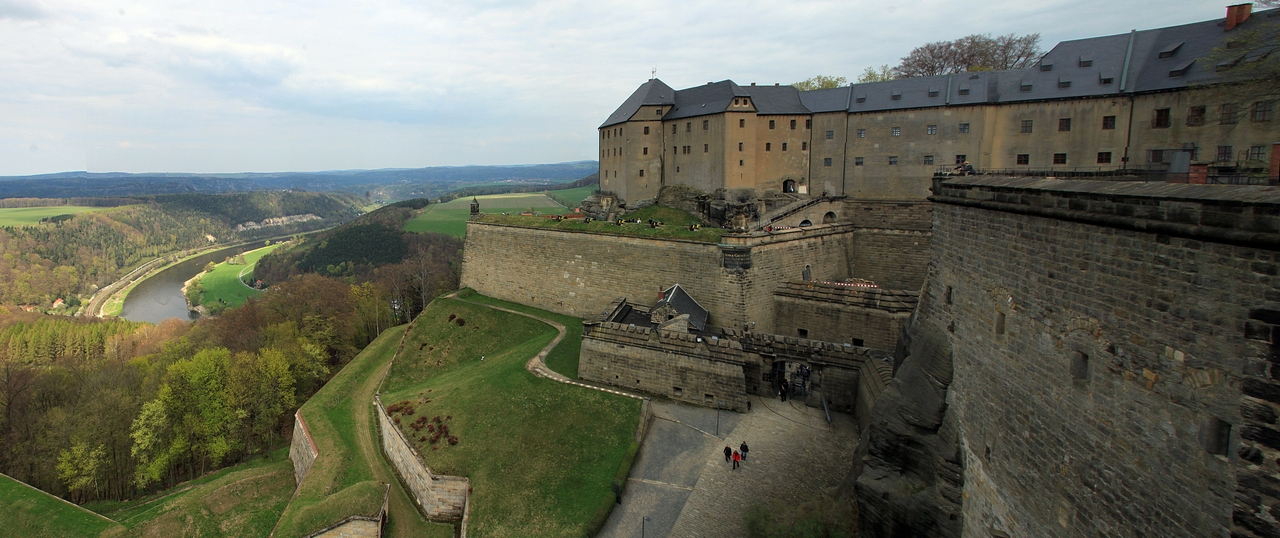
Blick auf die Festung Königstein, der Treitschke ab 1859 als Festungskommandant vorstand

Im Jahr 1849 wurde Treitschke zum Generalmajor befördert und gleichzeitig Chef des von ihm neu eingerichteten sächsischen Generalstabes. Später hatte dieses Amt sein Neffe, General Heinrich Leo von Treitschke, inne. Treitschke beendete die Tätigkeit als Chef des Generalstabes im Jahr 1854 und übernahm interimistisch die Geschäfte des Militärgouverneurs von Dresden. Er beendete diese Tätigkeit, als er im Jahre 1859 als Generalleutnant zum Kommandanten der Festung Königstein ernannt wurde. Da auf ihn ein preußischer Kommandant folgte, war er der letzte königlich-sächsische Festungskommandant.
Durch Veröffentlichungen seines Sohnes Heinrich von Treitschke gegen den weiteren Fortbestand des sächsischen Königshauses, wie 1866 Die Zukunft der norddeutschen Mittelstaaten, befand sich Treitschke als einer der angesehensten sächsischen Generäle gegenüber dem Hof und in der breiten Öffentlichkeit in Sachsen in Erklärungsnot. Durch öffentliche Erklärungen gegenüber seinem Sohn bekundete er seine Solidarität zum Königshaus, was seine familiären Verhältnisse belastete.
Treitschke starb ein Jahr nach seiner Dienstentlassung im Jahre 1867 in Dresden.

## Auszeichnungen
Für seine Verdienste wurde Treitschke mehrfach ausgezeichnet. So erhielt er u. a.:
- Komtur I. Klasse des Albrechts-Ordens
- Großkreuz des Ernestinischen Hausordens mit Schwertern
- Großkreuz des Guelphen-Ordens
- Kommandeur I. Klasse des Wilhelmsordens
- Erinnerungskreuz für das Gefecht bei Eckernförde 1849 für Offiziere (vergoldet)
- Österreichischer Orden der Eisernen Krone III. Klasse